# Impasse de la Poupée

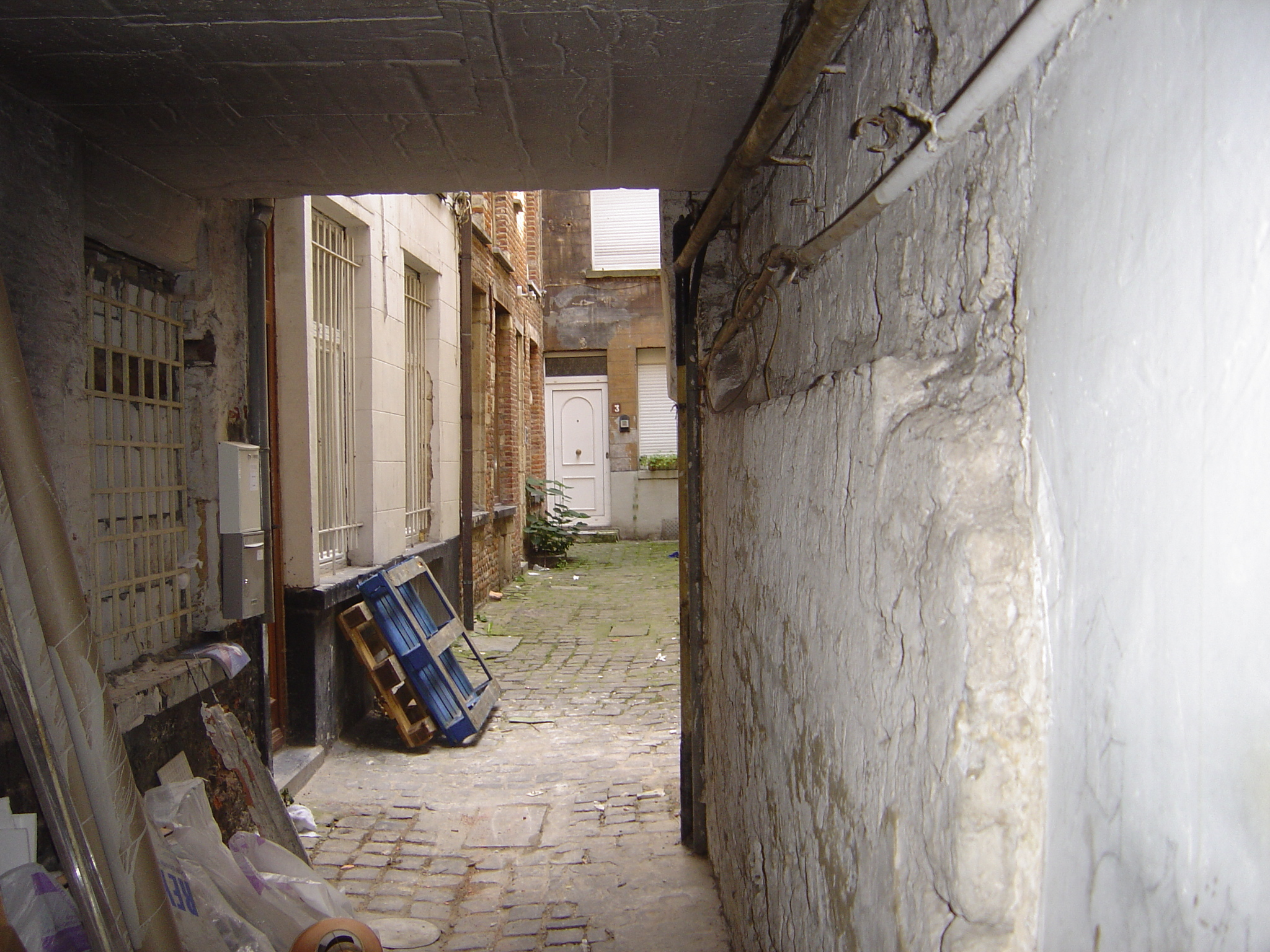
L'impasse du Dragon à Bruxelles, devenue actuellement impasse de la Poupée. C'était là, suivant la légende, que le dragon, tué par Saint Géry, avait son antre.

L'impasse du Dragon, appelée actuellement impasse de la Poupée (en néerlandais: Poppegang), est une impasse donnant à Bruxelles dans le numéro 19 de la rue du Marché aux Fromages.

## Historique
Le nom véritable de cette très antique venelle était "impasse du Dragon" ou "allée du Dragon", en néerlandais Draeckenganck ou parfois Draeckstraetien. Ce nom plonge son origine dans l'histoire la plus ancienne de Bruxelles puisque, selon la tradition, cette impasse est située au lieu même où Saint Géry vainquit le dragon qui semait la terreur sur le territoire de la future cité et dont l'antre était situé à cet endroit près du ruisseau appelé Smaelbeek.
Au XVIIIe siècle on l'appelait parfois également "allée du Dragon de Fer" car lors du bombardement de 1695, la maison du Dragon, située rue du Marché aux Fromages, avait été détruite et sur son emplacement ainsi que sur celui de la maison à sa droite appelée den Cleijnen Draeck appelée ensuite de Witte Roose, avait été construite en 1709 sur un grand terrain par Jean-Baptiste van Dievoet  (1663-1751), négociant en vins, frère du sculpteur Pierre van Dievoet (1661-1729), une nouvelle belle et grande maison (een  groote schone nieuwe huys) appelée "Den Eyseren Draeck" ou "Dragon de Fer" d'où pendait comme disent les wijckboecken un dragon de fer: "waer hangt een eyseren draeck". Cette vaste maison de maître située aux actuels n°15 et 17 a été entièrement défigurée en 1882 quand son rez-de-chaussée a été transformé en rez-de-chaussée commercial et sa façade déformée.
Elle porte désormais le nom plus prosaïque d'impasse de la Poupée en vertu d'un supplément à l'arrêté communal du 4 mai 1853. Ce nom lui aurait été donné à cause des marchands de jouets et de poupées en bois qui y habitaient au XIXe siècle.